# مجمع جهانی اهل بیت
مجمع جهانی اهل‌بیت، یک تشکل بین‌المللی و غیردولتی است که در سال ۱۳۶۹ خورشیدی و با پیشنهاد جمعی از فعالین دینی، به دستور سید علی خامنه‌ای تأسیس شد. این مجمع متشکل از چهار رکن اساسی مجمع عمومی، شورای عالی، دبیرکل و معاونت‌هایش اداره می‌شود. به‌طور منظم هر چهار سال یکبار یک مجمع عمومی با مشارکت اعضاء از کشورهای مختلف برگزار می‌شود.
این تشکل، یکی از زیرمجموعه‌های سازمان فرهنگ و ارتباطات اسلامی است و مستقیماً زیر نظر رهبر جمهوری اسلامی اداره می‌شود. زیرمجموعه‌های بسیاری برای این تشکل گزارش شده‌است.

## تأسیس
در اردیبهشت ۱۳۶۹ در طی یک اجلاس عمومی با عنوان «اجلاس جهانی پیروان اهل‌بیت»، در تهران برگزار شد و در پایان این اجلاس، شرکت‌کنندگان از سید علی خامنه‌ای، رهبر وقت جمهوری اسلامی ایران تقاضای تشکیل مجمعی به این نام را دادند که با موافقت او همراه شد. بر این اساس مجمع جهانی اهل‌بیت به عنوان یک تشکل بین‌المللی و غیردولتی در سال ۱۳۶۹ خورشیدی در جمهوری اسلامی ایران به ثبت رسید. این نهاد به‌طور مستقیم زیر نظر رهبر جمهوری اسلامی ایران و به دست «جمعی از نخبگان» اداره می‌شود. این مرکز امروزه در مناطق مختلف دارای دفاتر فعال می‌باشد. بر اساس آخرین گزارش‌ها، ۳۹ کشور در آسیا، ۴۲ کشور در آفریقا، ۱۸ کشور در آمریکا، ۴۰ کشور در اروپا و ۲ کشور در اقیانوسیه، محل قرار گرفتن دفاتر این نهاد است.

### اهداف
بر اساس سند این مجمع، از جمله اهداف تأسیس موسسه؛ احیاء و گسترش فرهنگ و معارف اسلام، حمایت و پشتیبانی از حقوق مسلمانان جهان، توسعه زیرساخت‌های مادی و معنوی شیعیان و همین‌طور کمک به رشد و اصلاح وضعیت فکری، فرهنگی، سیاسی، اقتصادی و اجتماعی شیعیان در سراسر جهان عنوان شده‌اند.

### بودجه
بودجه این نهاد ۷۵ میلیارد تومان برای سال ۱۴۰۰ در نظر گرفته شده‌است. این رقم در سال ۱۳۹۹ معادل ۳۰ میلیارد تومان بود. سابقاً مرکز پژوهش‌های مجلس در خصوص لایحه بودجه سال ۱۳۸۶ و نسبت به افزایش بودجه برخی نهادهای فرهنگی در ایران انتقادهایی را داشت و در این خصوص به اخذ مستقل بودجه برخی موسسات از جمله مجمع جهانی اهل‌بیت در حالی که یکی از زیر مجموعه‌های سازمان فرهنگ و ارتباطات می‌باشد، مطالبی را مطرح کرده‌بود.

## ارکان و ساختار
ارکان اساسی مجمع جهانی اهل‌بیت را چهار بخش اساسی با عنوان‌های ذیل تشکیل می‌دهد:
- مجمع عمومی
- شورای عالی
- دبیرکل
- معاونت‌ها

مجمع عمومی، متشکل از علما و شخصیت‌های دینی و فرهنگی جهان اسلام است که به‌طور مشخص هر چهار سال یکبار برای سیاست‌گذاری‌ها و بررسی فرصت‌ها؛ در طی یک گردهمایی، به گفتگو می‌نشینند. شورای عالی نیز، جمعی از عالمان شیعی هستند که از میان اعضای مجمع عمومی منتخب می‌شوند که مسئولیت تصویب سیاست‌ها و تنظیم برنامه و بودجه بر عهده آنان است. این قسمت وظیفه نظارتی بر امور اجرایی مجمع را نیز عهده‌دار است. این شورا سالانه دو نوبت با حضور اکثر اعضاء ایرانی و خارجی برگزار می‌شود و علاوه بر اجلاس سالانه، اجلاس‌های موردی نیز دارد. دبیرکل نیز بالاترین مقام اجرایی مجمع است که از جانب شورای عالی برای اداره مجمع و اجرای مصوبات و سیاست‌ها تعیین می‌شود. بخش معاونت‌ها نیز خود متشکل از زیر بخش‌های دیگری است که هر کدام وظایف مشخصی را عهده‌دار هستند.

## تاریخچه

### تاریخچه اجلاس‌های عمومی
- در اردیبهشت‌ماه ۱۳۶۹ اولین اجلاس جهانی پیروان اهل‌بیت با شرکت بیش از ۳۰۰ نفر از اندیشمندان جهان اسلام در تهران برگزار شد.[۱]
- پس از آن در همان سال مجمع جهانی اهل‌بیت تأسیس شد و اولین اجلاس عمومی این مجمع در یازدهم بهمن ۱۳۷۲ خورشیدی در تهران برگزار شد. در این جلسه ۳۳۰ نفر عضو از ۶۱ کشور جهان حضور داشتند که اعم از پژوهشگران، اندیشمندان، کارشناسان مسائل گوناگون و… را شامل می‌شدند.[۱]
- پس از آن دومین اجلاس مجمع در بهمن ۱۳۷۶ در تهران برگزار شد که اینبار ۳۵۰ عضو از ۵۶ کشور را شامل می‌شد.[۱]
- سومین اجلاس مجمع عمومی، در مهرماه ۱۳۸۲ صورت پذیرفت. در این اجلاس ۵۰۰ نفر از ۸۰ کشور حاضر شدند و در طی این اجلاس، کمیته‌هایی برای ساماندهی مسائل اقتصادی شیعیان جهان و همین‌طور دفاع از حقوق آنها بر پایه مبانی و مفاهیم حقوق‌بشر تشکیل شد.[۲]
- مردادماه ۱۳۸۶ اجلاس چهارم مجمع عمومی برگزار شد.[۶] در این جلسه ۵۱۰ نفر از اعضاء از ۱۱۰ کشور مختلف جهان شرکت داشتند.[۲]
- اجلاس پنجم در شهریور ۱۳۹۰ برگزار شد و متشکل از ۶۰۰ عضو از ۱۲۰ کشور بود.[۲]
- اجلاس ششم نیز در تاریخ مردادماه ۱۳۹۴ برگزار شد ۷۰۰ نفر از اعضاء در آن شرکت داشتند.[۲]
- اجلاس هفتم نیز با شعار «اهل بیت (ع)، محور عقلانیت، عدالت و کرامت» در ۱۰ تا ۱۲ شهریور ۱۴۰۱ شمسی با حضور ۳۰۰ مهمان از ۱۳۰ کشور در تهران برگزار شد.[۷]

### تاریخچه انتصابات
در جلسه شهریور ۱۳۹۱ محسن مجتهد شبستری به عنوان رئیس شورای عالی، قربانعلی دری نجف‌آبادی نایب رئیس این شورا و سید ابوالحسن نواب به عنوان دبیر آن انتخاب شدند.
در ۲ شهریور ۱۳۹۸ از جانب سید علی خامنه‌ای، رضا رمضانی به عنوان دبیرکل این مجمع منصوب شد.

## مسئولین

### فهرست دبیرکل‌ها
فهرست دبیرکل‌های این مجمع به ترتیب تاریخ عبارتند از:
1. محمدعلی تسخیری؛ از اردیبهشت ۱۳۶۹ تا مرداد ۱۳۷۸
2. علی‌اکبر ولایتی؛ از مرداد ۱۳۷۸ تا مهر ۱۳۸۱
3. محمدمهدی آصفی؛ از مهر ۱۳۸۱ تا فروردین ۱۳۸۳
4. محمدحسن اختری؛ از فروردین ۱۳۸۳ تا شهریور ۱۳۹۸
5. رضا رمضانی؛ از شهریور ۱۳۹۸ تاکنون.

### فهرست رئیسان شورای عالی
رئیسان شورای عالی عبارتند از:
1. ابراهیم امینی؛ از بدو تأسیس تا خرداد ۱۳۷۹
2. محمدتقی مصباح یزدی؛ از خرداد ۱۳۷۹ تا آبان ۱۳۹۱
3. محسن مجتهد شبستری؛ از آبان ۱۳۹۱ تا ۱۳۹۸
4. محمدحسن اختری؛ از ۱۳۹۸ تا کنون

## زیرمجموعه‌ها
انجمن‌ها و سازمان‌هایی که تحت نظارت مجمع جهانی اهل‌بیت در حال فعالیت هستند برخی از آنها عبارتند از:
- پرتال رهنما | پرتال جامع و تخصصی معارف قرآن و اهل بیت
- دانشگاه بین‌المللی اهل‌بیت
- خبرگزاری ابنا
- ویکی‌شیعه
- جایزه بزرگ پیامبر اعظم
- جشنواره بین‌المللی کاریکاتور روز جهانی قدس